# Dioscorea gracillima
Dioscorea gracillima är en enhjärtbladig växtart som beskrevs av Friedrich Anton Wilhelm Miquel. Dioscorea gracillima ingår i släktet Dioscorea och familjen Dioscoreaceae. Inga underarter finns listade i Catalogue of Life.